# Wabua
Genre
Wabua est un genre d'araignées aranéomorphes de la famille des Stiphidiidae.

## Distribution
Les espèces de ce genre sont endémiques du Queensland en Australie.

## Liste des espèces
Selon World Spider Catalog (version 17.0, 17/05/2016) :
- Wabua aberdeen Davies, 2000
- Wabua cleveland Davies, 2000
- Wabua crediton Davies, 2000
- Wabua elliot Davies, 2000
- Wabua eungella Davies, 2000
- Wabua halifax Davies, 2000
- Wabua hypipamee Davies, 2000
- Wabua kirrama Davies, 2000
- Wabua major Davies, 2000
- Wabua paluma Davies, 2000
- Wabua seaview Davies, 2000

## Publication originale
- Davies & Lambkin, 2000 : Wabua, a new spider genus (Araneae: Amaurobioidea: Kababinae) from north Queensland, Australia. Memoirs of the Queensland Museum, vol. 46, p. 129-147 (texte intégral).